# Провінція Кьонсан
Провінція Кьонсан (кор. 慶尙道, 경상도, Кьонсандо) — одна з восьми провінцій Кореї під час правління династії Чосон. Розташована на південному сході Корейського півострова. Центральним містом провінції було Тегу.

## Історія
Попередник провінції Кьонсан — адміністративна одинця, створена за часів династії Корьо шляхом об'єднання провінцій Йоннам, Саннам і Йондон.
Провінція Кьонсан отримала свою назву 1314 року від перших букв головних міст провінції — Кьонджу (кор. 慶州, 경주) і Санджу (кор. 尙州, 상주).
1895 року провінція була розформована, а на її місці були створені райони:
- Андон (кор. 安東府, 안동부, Андонбу) у північній частині
- Тегу (кор. 大邱府, 대구부, Тегубу) у центральній частині
- Чінджу (кор. 晉州府, 진주부, Чінджубу) у південно-західній частині
- Тонне (кор. 東萊府, 진주부, Тоннебу[1]) у південно-східній частині.

1896 року Андон, Тегу і північна частина Тонне були об'єднані у провінцію Кьонсан-Пукто, а Чинджу і південна частина Тонне — у провінцію Кьонсан-Намдо. Зараз обидві провінції входять до складу Південної Кореї.

## Географія
На заході провінція Кьонсан межувала з провінціями Чолла і Чхунчхон, на півночі — з Канвон, на півдні омивалася Корейською протокою, а на сході — Японським морем. 
Через провінцію проходять гірські хребти Тхебек і Собек. Основний водний ресурс — басейн річки Нактонган.  
Найбільші міста провінції — Пусан, Тегу, і Ульсан. Інші відомі міста — Кьонджу, колишня столиця держави Сілла, Андон, Йонджу, Санджу, Кімчхон, Мірян, Кімхе, Чханвон, Масан і Чінджу.